# It’s the Girls!
It’s the Girls! — четырнадцатый студийный альбом американской певицы Бетт Мидлер, выпущенный 4 ноября 2014 года на лейбле Warner Bros. Records. Альбом состоит из кавер-версий песен известных музыкальных гёрлз-бэндов

## Коммерческий приём
Альбом продался более сорока тысяч копий в первую неделю в США, что позволило ему дебютировать на третьей строчке чарта Billboard 200. Данное обстоятельство делает Мидлер второй артисткой, после Барбры Стрейзанд, которой удалось побывать в топ-10 альбомного чарта в пяти разных десятилетиях. Также это второй самый лучший результат среди всех её альбомов в чарте (саундтрек к фильму «На пляже» в её исполнении смог добраться до второй строчки).

## Отзывы критиков
| Совокупная оценка | Совокупная оценка |
| Источник          | Оценка            |
| ----------------- | ----------------- |
| Album of the Year | 65/100            |
| Metacritic        | 72/100            |
| Оценки критиков   |                   |
| Источник          | Оценка            |
| AllMusic          | [ 6 ]             |
| Cuepoint          | (A−)              |
| PopMatters        | 6/10              |
| Record Collector  | [ 10 ]            |
| Rolling Stone     | [ 11 ]            |

Альбом получил преимущественно положительные отзывы критиков. Так, на сайте-агрегаторе Metacritic он имеет среднюю оценку в 72 балла, основываясь на шести рецензиях. Мэтт Коллар из AllMusic отметил, что альбом содержит яркие песни, идеально подходящие для вокального стиля Мидлер, сценической бравады и дерзкого чувства юмора. Сара Родман, рецензент The Boston Globe, заявила, что на альбоме Мидлер «благоговеет и озорничает… её многоголосый голос обеспечивает чёткие гармонии, имеет явную любовь к форме, и она сияет через каждый sha-la-la и shoobie-doobie-shoo-wah». В The New York Times написали, что это один из лучших её альбомов, добавив, что «дерзкая, болтливая вокальная персона мисс Мидлер все еще способна звучать игриво трансгрессивно». Рецензент PopMatters Джон Пол заявил, что несмотря на то, что не всё здесь срабатывает, треки, которые делают это, очень забавны и показывают Мидлер в прекрасной форме. Эми Роуз Спигел из Rolling Stone заключила, что у Мидлер достаточно богатый голос, чтобы реанимировать любой поп-стандарт.

## Список композиций
| №                   | Название                                            | Автор(ы)                                                       | Оригинальный исполнитель | Длительность |
| ------------------- | --------------------------------------------------- | -------------------------------------------------------------- | ------------------------ | ------------ |
| 1.                  | «Be My Baby»                                        | Джефф Барри, Элли Гринвич, Фил Спектор                         | The Ronettes             | 3:10         |
| 2.                  | «One Fine Day»                                      | Джерри Гоффин, Кэрол Кинг                                      | The Chiffons             | 2:54         |
| 3.                  | «Bei Mir Bist du Schön»                             | Сэмми Кан, Сол Чаплин, Шолом Секунда                           | The Andrews Sisters      | 2:23         |
| 4.                  | «Baby It’s You»                                     | Берт Бакарак, Мак Дэвид, Барни Уильямс                         | The Shirelles            | 3:18         |
| 5.                  | «Tell Him»                                          | Берт Бёрнс                                                     | The Exciters             | 2:57         |
| 6.                  | «He’s Sure the Boy I Love» (совместно с Дарлин Лав) | Барри Манн, Синтия Вайль                                       | The Crystals             | 2:54         |
| 7.                  | «Mr. Sandman»                                       | Пэт Баллард                                                    | The Chordettes           | 2:25         |
| 8.                  | «Come and Get These Memories»                       | Ламонт Дозье, Брайан Холланд, Эдди Холланд                     | Martha and the Vandellas | 4:14         |
| 9.                  | «Too Many Fish in the Sea»                          | Эдди Холланд, Норман Уитфилд                                   | The Marvelettes          | 3:05         |
| 10.                 | «Teach Me Tonight»                                  | Сэмми Кан, Джин Де Пол                                         | The DeCastro Sisters     | 3:30         |
| 11.                 | «Waterfalls»                                        | Маркиз Этеридж, Лиза Лопес, Рико Уэйд, Рэй Мюррей, Слипи Браун | TLC                      | 4:14         |
| 12.                 | «You Can’t Hurry Love»                              | Ламонт Дозье, Брайан Холланд, Эдди Холланд                     | The Supremes             | 3:07         |
| 13.                 | «Give Him a Great Big Kiss»                         | Джордж Мортон                                                  | The Shangri-Las          | 3:01         |
| 14.                 | «Will You Still Love Me Tomorrow»                   | Джерри Гоффин, Кэрол Кинг                                      | The Shirelles            | 3:35         |
| 15.                 | «It’s the Girl»                                     | Эйбел Бир, Дэвид Оппергеймер                                   | The Boswell Sisters      | 2:38         |
| Общая длительность: | Общая длительность:                                 | Общая длительность:                                            | Общая длительность:      | 47:32        |

| №                   | Название                               | Автор(ы)            | Оригинальный исполнитель | Длительность |
| ------------------- | -------------------------------------- | ------------------- | ------------------------ | ------------ |
| 16.                 | «The Hunter Gets Captured by the Game» | Смоки Робинсон      | The Marvelettes          | 3:36         |
| 17.                 | «(Talk to Me of) Mendocino»            | Кейт Макгарригл     | Kate and Anna McGarrigle | 3:03         |
| Общая длительность: | Общая длительность:                    | Общая длительность: | Общая длительность:      | 54:11        |

## Чарты
| Чарт (2014–15)                   | Высшая позиция |
| -------------------------------- | -------------- |
| Австралия (ARIA)                 | 10             |
| Австрия (Ö3 Austria)             | 38             |
| Бельгия/Фландрия (Ultratop)      | 161            |
| Великобритания (UK Albums Chart) | 6              |
| Венгрия (MAHASZ)                 | 26             |
| Германия (Offizielle Top 100)    | 62             |
| Ирландия (IRMA)                  | 17             |
| Канада (Canadian Albums Chart)   | 24             |
| Нидерланды (Album Top 100)       | 64             |
| США (Billboard 200)              | 3              |
| США (Billboard Digital Albums)   | 5              |
| Швейцария (Schweizer Hitparade)  | 62             |

| Чарт (2014)                | Позиция |
| -------------------------- | ------- |
| Великобритания (UK Albums) | 38      |
| Чарт (2015)                | Позиция |
| США (Billboard 200)        | 187     |

## Продажи и сертификации
| Регион                                                      | Сертификация | Продажи  |
| ----------------------------------------------------------- | ------------ | -------- |
| Великобритания (BPI)                                        | Золотой      | 100 000^ |
| ^ Данные о тиражах приведены только на основе сертификации. |              |          |